# Castillo Kawagoe
El castillo Kawagoe (川越城 Kawagoe-jō?) es un castillo japonés ubicado en la ciudad de Kawagoe (prefectura de Saitama). Este castillo es el más cercano a Tokio accesible para los visitantes, dado que  gran parte del castillo Edo no se puede visitar por ser el Palacio Imperial.
Junto con gran parte de los castillos de la región, varias batallas se libraron durante los siglos XV y XVI alrededor del castillo Kawagoe, ya que tanto el clan Hōjō tardío como dos ramas del clan Uesugi peleaban por el control de la región de Kantō.
Cuando el clan Hōjō ganó el control de la región, Kawagoe se convirtió en su base de operaciones. Hōjō Ujitsuna lo asedió en la década de los 1520’s e hizo lo mismo en el castillo Edo en 1524. Casi dos décadas después, el clan Uesugi lanzó una campaña para recuperar la región; durante la Batalla de Kawagoe de 1545, los Hōjō vencieron el intento de asedio del castillo, lo que conllevaría al fin del poder del clan Uesugi en la región y casi su destrucción total.
Habiendo asegurado los Hōjō la región, Kawagoe sirvió durante  otros 45 años como una fortaleza satélite para defender Edo así como el castillo central del clan: el castillo Odawara.
Desde la caída de los Hōjō hasta el fin del periodo Edo, el castillo fungió como los cuarteles generales del Dominio de Kawagoe.

## En la actualidad
En 1870 se comenzó a desmantelar el castillo. Algunos edificios fueron reubicados en Kawagoe así como en las ciudades cercanas.
Al día de hoy tan sólo un montículo donde se encontraba una yagura y el honmaru permanecen en su sitio original. En 1967, el gobierno de la prefectura de Saitama designó el lugar como Propiedad Cultural Tangible.